# Dorfkirche Diedersdorf (Vierlinden)

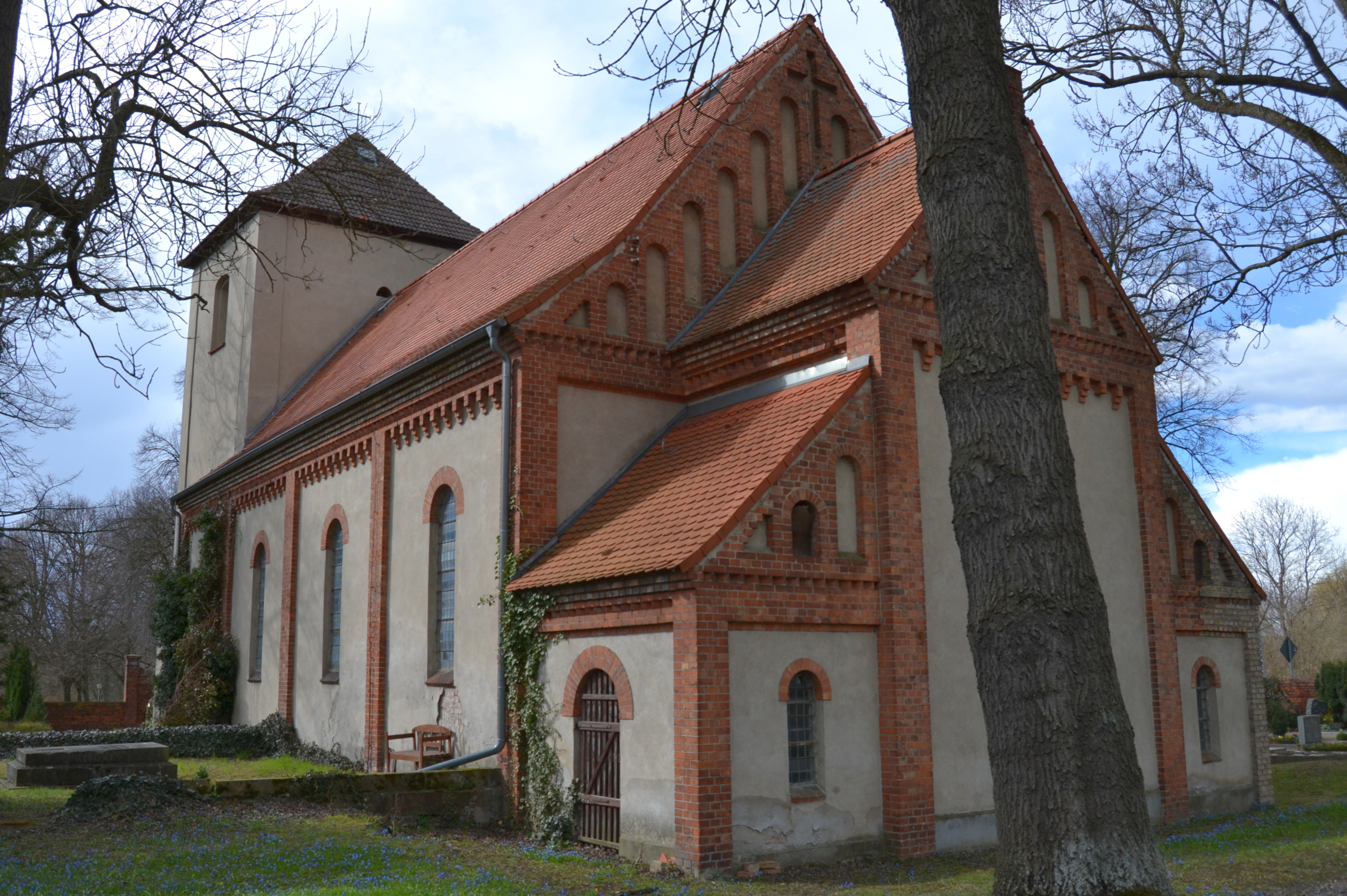
Dorfkirche Diedersdorf (Vierlinden)

Die evangelische, denkmalgeschützte Dorfkirche Diedersdorf steht in Diedersdorf, einem Ortsteil der Gemeinde Vierlinden im Landkreis Märkisch-Oderland von Brandenburg. Die Kirchengemeinde gehört zum Pfarrsprengel Neuentempel im Kirchenkreis Oderland-Spree im Sprengel Görlitz der Evangelischen Kirche Berlin-Brandenburg-schlesische Oberlausitz.

## Beschreibung
Die Saalkirche wurde um 1870 im Rundbogenstil erbaut. Ihre Wände sind verputzt, die Lisenen an den Ecken, die Gesimse unter den Dachtraufen und die mit Blendarkaden verzierten Giebel des Langhauses aus vier Fensterachsen und des eingezogenen gerade geschlossenen Chors im Osten sind aus unverputzten Backsteinen. Das Langhaus und der Chor sind beide mit Satteldächern bedeckt. Der 1739 gebaute querrechteckige Kirchturm im Westen aus verputzten Feldsteinen wurde nach 1945 mit einem Geschoss aufgestockt und mit einem Zeltdach bedeckt. 
Der Innenraum wurde nach den Zerstörungen im Zweiten Weltkrieg erst 1956/57 instand gesetzt.